# Acrantophis madagascariensis
Acrantophis madagascariensis, llamada boa de Madagascar meridional, y también conocida como boa terrestre, es una serpiente nocturna. Se alimenta de pequeños mamíferos y aves que encuentra utilizando los orificios sensibles al calor que tiene alrededor de la boca y que le permiten cazar sus presas de sangre caliente en completa oscuridad. Las víctimas, una vez capturadas, son retenidas por el cuerpo de la boa, que las enrosca, restringiendo el flujo de sangre al corazón y, finalmente, causándoles insuficiencia circulatoria.
Las boas no son venenosas.
Todas las boas dan a luz por lo general 12 crías a la vez. El embarazo tiene una duración de seis meses y las crías emergen solo con 25 cm de largo y son de color rojo. Obtienen sus colores adultos gradualmente a lo largo de su primer año de vida.
Se puede encontrar en dos variaciones de colores, de la misma especie, en la mitad oriental de las cordilleras la de color verde a verde grisáceo suele encontrarse alrededor de dos tercios más abundante que la de color mandarina. Esta última puede ser amarilla y naranja, mientras que en lagunas partes de la zona oeste se encuentran individuos de color marrón.